# 2060
Cette page concerne l'année 2060 (MMLX en chiffres romains) du calendrier grégorien.
L'année 2060 est une année bissextile qui commence un jeudi.
C'est la 2060e année de notre ère, la 60e année du IIIe millénaire et du XXIe siècle et la 1re année de la décennie 2060-2069.
En toutes lettres, 2060 s'écrit : « deux mille soixante ».

## Autres calendriers
L'année 2060 du calendrier grégorien correspond aux dates suivantes :
- Calendrier berbère : 3009 / 3010
- Calendrier hébraïque : 5820 / 5821
- Calendrier musulman : 1482 / 1483
- Calendrier persan : 1438 / 1439

## Événements
- 14 février : l'astéroïde (4660) Nérée a une très faible probabilité de percuter notre planète. Il doit passer à 1 198 010 km de la Terre (0,008008 UA)[1].
- 30 avril : éclipse solaire totale, qui peut être observée sur le territoire de la Russie[2].
- 23 septembre : l'astéroïde (101955) Bennu a une très faible probabilité de percuter notre planète. Il devrait passer à 751 056 km de la Terre (0,0050205 UA)[3].
- 25 octobre : la comète 15P/Finlay sera à son point le plus proche de la Terre. Elle passera à 7 180 000 km (0,048 UA) se déplaçant à la vitesse de 6,57 km/s[4].